# 프라보워 수비안토
프라보워 수비안토 조요하디쿠수모(인도네시아어: Prabowo Subianto Djojohadikusumo, 1951년 10월 17일~)는 인도네시아의 군인 출신 정치인이자 위대한 인도네시아 운동당 총재를 역임했다. 전임 조코 위도도 정부의 국방부 장관을 맡기도 했다. 현재는 제8대 인도네시아 대통령으로 재임 중이다.
2024년 10월 20일 정식으로 인도네시아 공화국 대통령으로 취임하였다. 전 세계 옹서(장인과 사위) 대통령 3호이며, 인도네시아 역사상 가장 많은 나이인 73세에 당선된 인도네시아의 최고령 대통령이자  군인 대통령이다.

## 생애

### 가계

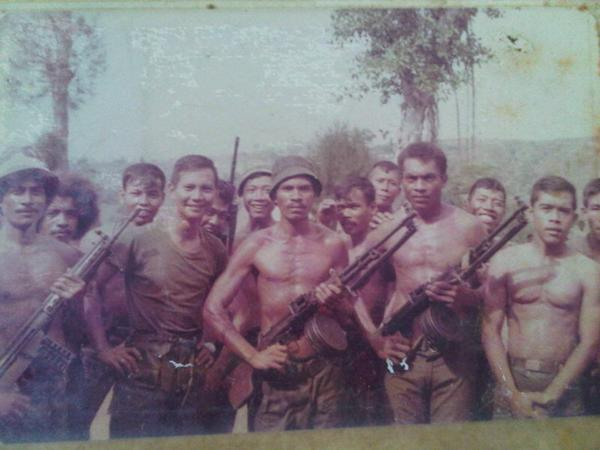
군인 시절의 프라보워 (동티모르 독립운동 진압)

프라보워의 아버지 스미트로 조조하디쿠스모(1917-2001)는 수하르토 전 대통령의 경제부 장관과 연구기술부 장관을 역임한 경제학자였다. 스미트로는 인도네시아 국민혁명 기간 동안 탕그랑 렝콩에서 일본군과의 전투에서 사망한 순교자 영웅인 자신의 남동생의 이름을 따서 프라보워라는 이름을 지었다. 프라보워의 어머니 도라 마리아 시가르(1921-2008)는 북술라웨시 랑고완의 시가르-맹콤 가문 출신인 미나하산 혈통의 개신교 기독교인이었다. 그들은 네덜란드 위트레흐트에서 결혼했다.
프라보워에게는 1948년생인 비안티 지완도노와 1950년생인 마리아니 조조하디쿠수모라는 두 명의 누나가 있다. 그의 유일한 형제인 하심 조조하디쿠수모는 1954년에 태어났다. 그들은 디포네고로 왕자의 후손이었다. 프라보워의 큰 누이 비안티는 1993년부터 1998년까지 인도네시아 은행 총재를 지낸 조셉 소에드라자드 지완도노와 결혼했다. 그의 손위 누이 마리아니는 프랑스 출신의 기업가인 디디에 레아이스트레와 결혼했다. 하심이 운영하는 대기업 프리부미의 사업 영역은 인도네시아에서 캐나다 및 러시아에 이르기까지 다양하다. 1966년에서 1968년 사이에 가족은 런던에 살았고 그곳에서 프라보워는 런던의 아메리칸 스쿨에 다녔고 졸업했다. 스미트로는 이후 아들에게 사관학교에 가도록 격려했다. 프라보워의 롤모델 중 하나는 터키의 군인 무스타파 케말 아타튀르크였으며, 동료와 관찰자들에 따르면 프라보워는 전략에 대한 열정과 정치권력에 대한 열망에 재능이 있었다.
프라보워의 할아버지 마고노 조조하디쿠수모는 인도네시아 임시 최고자문위원회의 초대 지도자이자 독립준비작업조사위원회의 위원인 인도네시아 은행의 설립자였다.
프라보워는 1983년 수하르토의 딸 시티 헤디아티 하리야디와 결혼했다. 그들에게는 디자인 분야에서 경력을 쌓기 위해 파리에 정착하기 전 보스턴에 살았던 아들 디딧 헤디프라세토가 있다. 프라보워는 라하유 사라스와티의 삼촌이다.

### 정계 이력
2009년 인도네시아 대통령 선거 당시 민주항쟁당 메가와티 수카르노푸트리 후보의 러닝메이트로 출마했으나 낙선하였으며, 2014년 대선의 위대한 인도네시아 운동당(Gerindra) 후보로 출마했으나 낙선했다. 전 부인 티티에크 수하르토는 수하르토 전 대통령의 딸이다. 2019년 10월 23일부터 인도네시아 국방부 장관을 역임했다. 2024년 2월 14일에 제8대 인도네시아 대통령 선거에서 기브란 라카부밍 라카를 러닝메이트로 삼아서 간자르 프라노워-마흐푸드 마흐모딘 조합과 아니스 바스웨단-무히아민 이스칸다르 조합을 물리치고 제8대 인도네시아 대통령으로 당선되었고, 같은해 3월에 인도네시아 육군 대장으로 명예진급했다.

### 약력
- 1951년: 자카르타 출생
- 1970년: 육군사관학교 입학
- 2008년: 위대한 인도네시아 운동당 창당
- 2014년: 대선 출마 (낙선)
- 2019년: 대선 출마 (낙선)
- 2019년: 조코위 정부 국방부 장관
- 2024년: 대선 출마 (당선), 10월 20일 대통령직 공식 취임

### 인도네시아 대통령 (2024년~)
제8대 대선에서 9630만 표(58.6%)를 얻어 당선되었다. 그는 대통령 취임식에서 선서한 뒤 모든 인도네시아 국민을 위한 대통령이 되겠다고 말했다. 그는 공약으로 무상 급식을 내세운 바 있는데, 대통령 당선인 시절 그는 2025년도부터 순차적으로 시행하겠다고 밝혔다.
"우리 국민과 아이들이 영양실조에 걸렸다는 사실을 알고 있습니까. 많은 국민이 좋은 일자리를 갖지 못하고 있고, 많은 학교가 방치돼 있습니다.... 우리는 이 모든 것을 바라보고 이 모든 문제를 해결할 용기를 가져야 합니다."— 2024년 10월 20일 자카르타에서 열린 대통령 취임식에서

## 외교

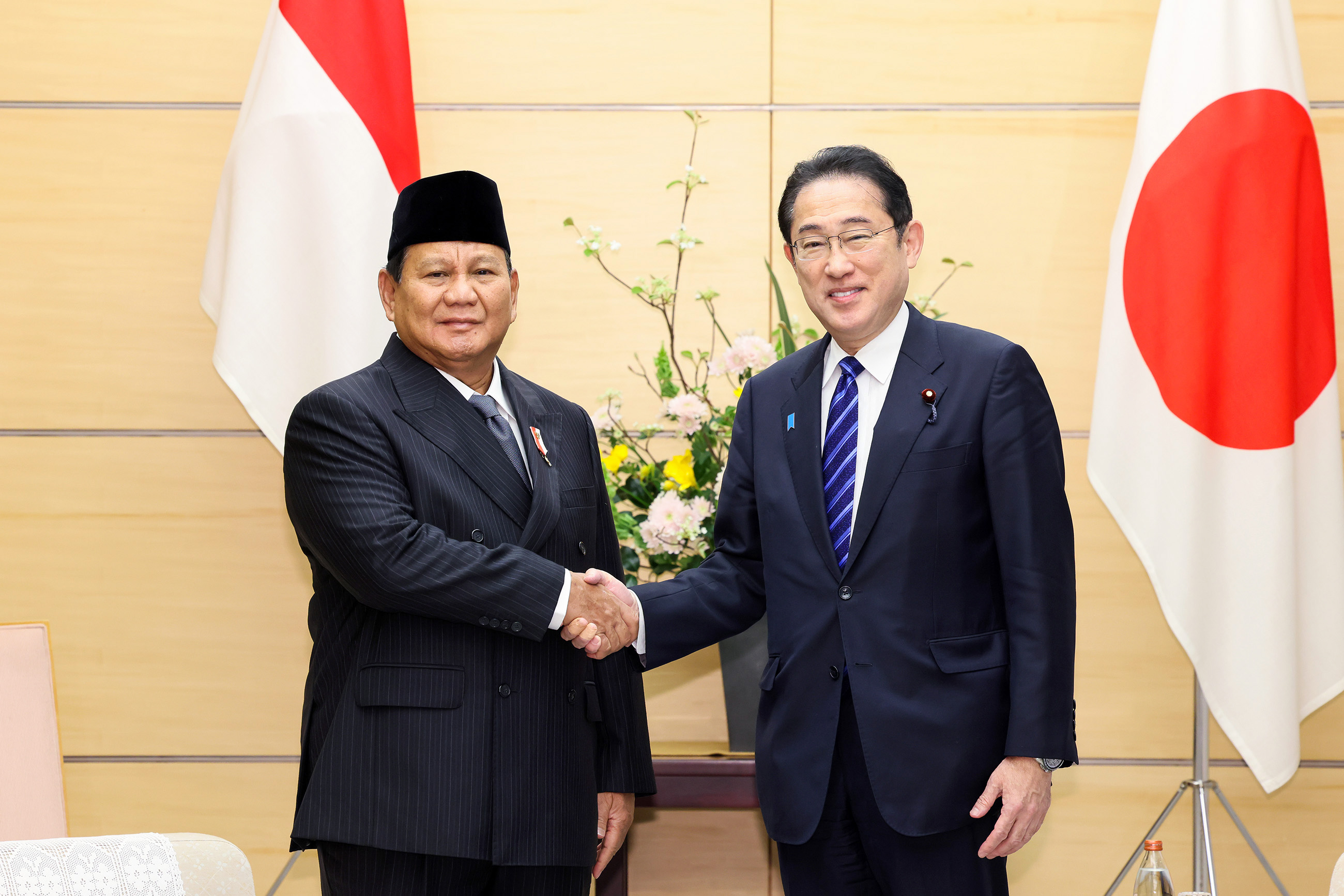
기시다 후미오 당시 일본 총리와 만난 프라보워 (2024년 4월)

그는 대통령 당선 이후 2024년 3월부터 중국, 일본, 말레이시아 등 아시아 국가들을 방문하여 각국 정상들을 만났다. 특히 시진핑 중국 국가주석과 만나 "중국은 지역 평화와 안정을 보장하는 국방 협력의 핵심 파트너 중 하나"라며 중국과 방위 산업 협력을 강화하겠다는 뜻을 내비쳤다.

## 한국과의 관계
2024년 3월 6일, 대통령 당선인이자 국방장관 자격으로 이상덕 주인도네시아 대한민국 대사를 만나 양국 국방 역량을 높이기 위해 양국간 협력을 심화하겠다는 약속을 강조했다. 그는 "우리는 협력을 강화하고 기술 이전 측면에서 협력 기회를 모색하기 위해 최선을 다 하고 있다"고 말했다.
2024년 3월 31일부터 4월 2일까지, 국방장관 자격으로 중국과 일본 등 동아시아 국가를 순방하여 시진핑 중국 국가주석과 기시다 후미오 일본 총리를 접견하였으나, 한국은 방문하지 않았다.
2024년 4월 17일, 윤석열 대통령과 전화 통화를 했다. 그는 “한국은 인도네시아의 중요한 파트너”라며 “취임 후 제반 분야에서 한국과의 협력을 더욱 확대해 나가기를 희망한다”고 발언했다.
2024년 10월 20일, 한덕수 국무총리가 정부 대표로 프라보워의 대통령 취임식에 참석했다.

## 역대 선거 결과
| 선거명      | 직책명              | 대수 | 정당                     | 득표율 | 득표수       | 결과 | 당락 |
| ----------- | ------------------- | ---- | ------------------------ | ------ | ------------ | ---- | ---- |
| 2009년 선거 | 인도네시아의 부통령 | 11대 | 위대한 인도네시아 운동당 | 26.79% | 32,548,105표 | 2위  | 낙선 |
| 2014년 선거 | 인도네시아의 대통령 | 7대  | 위대한 인도네시아 운동당 | 46.85% | 62,576,444표 | 2위  | 낙선 |
| 2019년 선거 | 인도네시아의 대통령 | 7대  | 위대한 인도네시아 운동당 | 44.50% | 68,650,239표 | 2위  | 낙선 |
| 2024년 선거 | 인도네시아의 대통령 | 8대  | 위대한 인도네시아 운동당 | 58.52% | 96,214,691표 | 1위  | 당선 |

## 같이 보기
- 2024년 인도네시아 대통령 선거